# Schildfessel

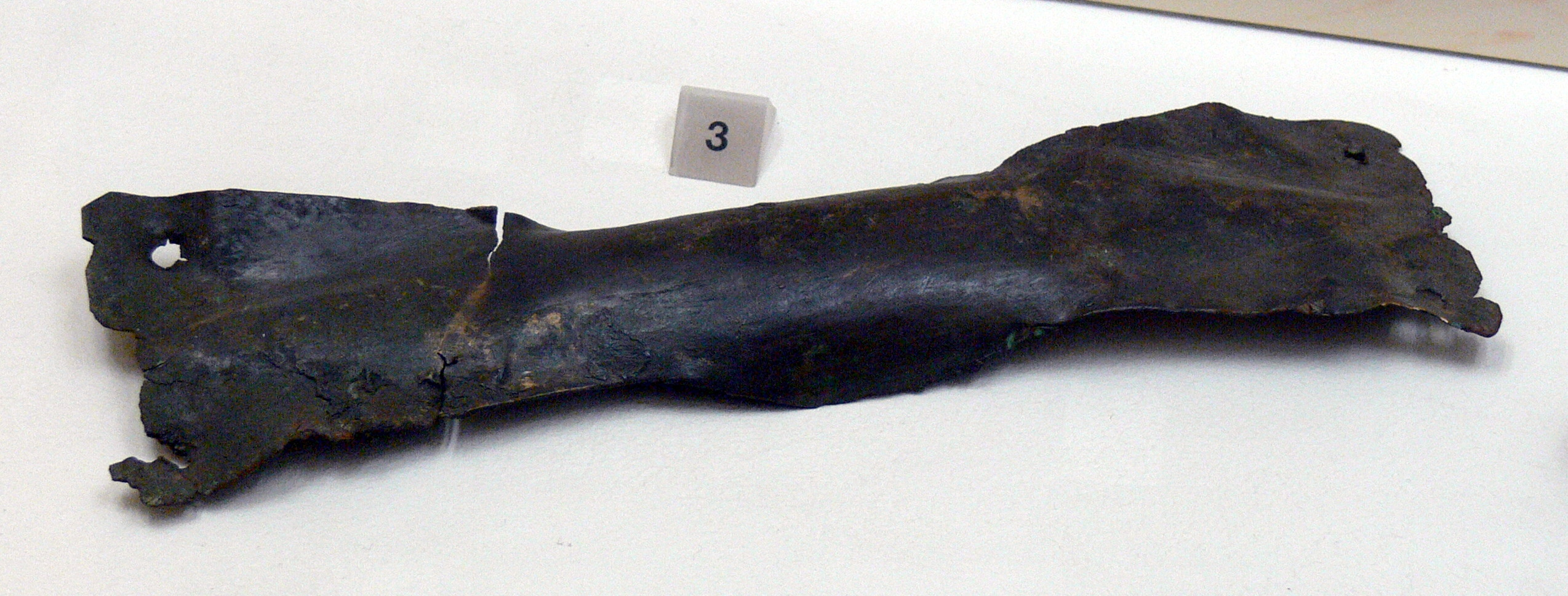
Römische Schildfessel, Museum Lauriacum, Enns (Oberösterreich)

Als Schildfessel bezeichnet man die Griffe und Riemen, an denen ein Schutzschild gehalten oder am Arm befestigt wird. Einfache Schildfesseln finden sich dabei als waagerechter oder senkrechter Holzstab oder Eisenbügel, oft hinter einer durch einen Schildbuckel geschützten Aussparung, aber auch als „T“- oder „H“-förmige Konstruktionen auch aus Lederriemen. Für eine bessere Kontrolle wurden zusätzlich oder anstatt solcher Griffe verstellbare Gurte angebracht mit denen der Schild am Unterarm befestigt werden konnte.
Als Sonderform und Ergänzung wurde ein langer Trageriemen in der Regel im oberen Drittel des Schildes auf der Rückseite mittelalterlicher Schildtypen (Drachenschild, Reiterschild, Dreieckschild) angebracht, der um den Nacken geschlungen wurde.
Diese zusätzliche Schildfessel hatte mehrere mögliche Anwendungen. Zum einen erleichterte sie den Transport, indem der Schild über den Rücken gehängt getragen werden konnte, zum anderen mussten Kämpfer für beidhändige Tätigkeiten den Schild nicht ablegen und hatten ihn bei Bedarf schnell wieder in Position, außerdem war der Schild gegen Verlust z. B. durch einen mächtigen Hieb gesichert. Für Reiter ergab sich außerdem die Möglichkeit beim Angriff den Schild mit dem um den Nacken/Rücken geschlungenen Riemen und nur dem Unterarmriemen zu führen und dadurch die (linke) Hand zum Halten der Zügel des Pferdes, frei zu bekommen.